# Esin Hakaj
Esin Hakaj (Scutari, 6 dicembre 1996) è un calciatore albanese, difensore dell'Elbasani.

## Carriera

### Club
Cresciuto nelle giovanili del Vllaznia, con cui debutta nella massima serie albanese nel 2015.

### Nazionale
Debutta con la maglia della nazionale albanese Under-21 il 23 marzo 2018 nella partita valida per le qualificazioni all'Europeo 2019, persa per 2 a 3 contro la Slovacchia Under-21.

## Statistiche

### Presenze e reti nei club
Statistiche aggiornate al 19 maggio 2024.
| Stagione                | Squadra                 | Campionato              | Campionato | Campionato | Coppe nazionali | Coppe nazionali | Coppe nazionali | Coppe continentali | Coppe continentali | Coppe continentali | Altre coppe | Altre coppe | Altre coppe | Totale | Totale |
| Stagione                | Squadra                 | Comp                    | Pres       | Reti       | Comp            | Pres            | Reti            | Comp               | Pres               | Reti               | Comp        | Pres        | Reti        | Pres   | Reti   |
| ----------------------- | ----------------------- | ----------------------- | ---------- | ---------- | --------------- | --------------- | --------------- | ------------------ | ------------------ | ------------------ | ----------- | ----------- | ----------- | ------ | ------ |
| gen.-giu. 2015          | Vllaznia                | KS                      | 5          | 0          | CA              | 1               | 0               | -                  | -                  | -                  | -           | -           | -           | 6      | 0      |
| 2015-2016               | Vllaznia                | KS                      | 23         | 0          | CA              | 4               | 0               | -                  | -                  | -                  | -           | -           | -           | 27     | 0      |
| 2016-2017               | Partizani Tirana        | KS                      | 1          | 0          | CA              | 0               | 0               | UCL+UEL            | -                  | -                  | -           | -           | -           | 1      | 0      |
| 2017-2018               | Teuta                   | KS                      | 29         | 1          | CA              | 3               | 0               | -                  | -                  | -                  | -           | -           | -           | 32     | 1      |
| 2018-2019               | Teuta                   | KS                      | 26         | 0          | CA              | 3               | 1               | -                  | -                  | -                  | -           | -           | -           | 29     | 1      |
| Totale Teuta            | Totale Teuta            | Totale Teuta            | 55         | 1          |                 | 6               | 1               |                    | -                  | -                  |             | -           | -           | 61     | 2      |
| 2019-2020               | Partizani Tirana        | KS                      | 11         | 0          | CA              | 3               | 0               | UCL+UEL            | 2+1                | 0                  | SA          | 0           | 0           | 17     | 0      |
| 2020-2021               | Partizani Tirana        | KS                      | 35         | 1          | CA              | 3               | 0               | -                  | -                  | -                  | -           | -           | -           | 38     | 1      |
| Totale Partizani Tirana | Totale Partizani Tirana | Totale Partizani Tirana | 47         | 1          |                 | 6               | 0               |                    | 3                  | 0                  |             | 0           | 0           | 56     | 1      |
| 2021-2022               | Vllaznia                | KS                      | 35         | 1          | CA              | 7               | 0               | UECL               | -                  | -                  | SA          | 1           | 0           | 43     | 1      |
| 2022-2023               | Vllaznia                | KS                      | 29         | 2          | CA              | 7               | 0               | UECL               | 2                  | 0                  | SA          | 1           | 0           | 39     | 2      |
| 2023-2024               | Vllaznia                | KS                      | 26+1       | 0          | CA              | 3               | 0               | UECL               | 2                  | 0                  | -           | -           | -           | 32     | 0      |
| Totale Vllaznia         | Totale Vllaznia         | Totale Vllaznia         | 118+1      | 3+0        |                 | 22              | 0               |                    | 4                  | 0                  |             | 2           | 0           | 147    | 3      |
| 2024-2025               | Elbasani                | KS                      | 0          | 0          | CA              | 0               | 0               | -                  | -                  | -                  | -           | -           | -           | 0      | 0      |
| Totale carriera         | Totale carriera         | Totale carriera         | 220+1      | 5+0        |                 | 34              | 1               |                    | 7                  | 0                  |             | 2           | 0           | 264    | 6      |

### Cronologia presenze e reti in nazionale
| Cronologia completa delle presenze e delle reti in nazionale ― Albania | Cronologia completa delle presenze e delle reti in nazionale ― Albania | Cronologia completa delle presenze e delle reti in nazionale ― Albania | Cronologia completa delle presenze e delle reti in nazionale ― Albania | Cronologia completa delle presenze e delle reti in nazionale ― Albania | Cronologia completa delle presenze e delle reti in nazionale ― Albania | Cronologia completa delle presenze e delle reti in nazionale ― Albania | Cronologia completa delle presenze e delle reti in nazionale ― Albania |
| Data                                                                   | Città                                                                  | In casa                                                                | Risultato                                                              | Ospiti                                                                 | Competizione                                                           | Reti                                                                   | Note                                                                   |
| ---------------------------------------------------------------------- | ---------------------------------------------------------------------- | ---------------------------------------------------------------------- | ---------------------------------------------------------------------- | ---------------------------------------------------------------------- | ---------------------------------------------------------------------- | ---------------------------------------------------------------------- | ---------------------------------------------------------------------- |
| 26-10-2022                                                             | Abu Dhabi                                                              | Arabia Saudita                                                         | 1 – 1                                                                  | Albania                                                                | Amichevole                                                             | -                                                                      | 61’                                                                    |
| 9-11-2022                                                              | Marbella                                                               | Qatar                                                                  | 1 – 0                                                                  | Albania                                                                | Amichevole                                                             | -                                                                      | 64’                                                                    |
| Totale                                                                 |                                                                        | Presenze                                                               | 2                                                                      |                                                                        | Reti                                                                   | 0                                                                      |                                                                        |

| Cronologia completa delle presenze e delle reti in nazionale ― Albania under 21 | Cronologia completa delle presenze e delle reti in nazionale ― Albania under 21 | Cronologia completa delle presenze e delle reti in nazionale ― Albania under 21 | Cronologia completa delle presenze e delle reti in nazionale ― Albania under 21 | Cronologia completa delle presenze e delle reti in nazionale ― Albania under 21 | Cronologia completa delle presenze e delle reti in nazionale ― Albania under 21 | Cronologia completa delle presenze e delle reti in nazionale ― Albania under 21 | Cronologia completa delle presenze e delle reti in nazionale ― Albania under 21 |
| Data                                                                            | Città                                                                           | In casa                                                                         | Risultato                                                                       | Ospiti                                                                          | Competizione                                                                    | Reti                                                                            | Note                                                                            |
| ------------------------------------------------------------------------------- | ------------------------------------------------------------------------------- | ------------------------------------------------------------------------------- | ------------------------------------------------------------------------------- | ------------------------------------------------------------------------------- | ------------------------------------------------------------------------------- | ------------------------------------------------------------------------------- | ------------------------------------------------------------------------------- |
| 20-5-2016                                                                       | Zell am See                                                                     | Rep. Ceca under 21                                                              | 1 – 1                                                                           | Albania under 21                                                                | Amichevole                                                                      | -                                                                               | 82’                                                                             |
| 23-5-2016                                                                       | Mittersill                                                                      | Rep. Ceca under 21                                                              | 1 – 1                                                                           | Albania under 21                                                                | Amichevole                                                                      | -                                                                               | 46’                                                                             |
| 23-3-2018                                                                       | Tirana                                                                          | Albania under 21                                                                | 2 – 3                                                                           | Slovacchia under 21                                                             | Qual. Europeo Under-21 2019                                                     | -                                                                               | 77’                                                                             |
| 27-3-2018                                                                       | Žilina                                                                          | Slovacchia under 21                                                             | 4 – 1                                                                           | Albania under 21                                                                | Qual. Europeo Under-21 2019                                                     | -                                                                               | 31’                                                                             |
| 6-9-2018                                                                        | Cordova                                                                         | Spagna under 21                                                                 | 3 – 0                                                                           | Albania under 21                                                                | Qual. Europeo Under-21 2019                                                     | -                                                                               |                                                                                 |
| 11-9-2018                                                                       | Cagliari                                                                        | Italia under 21                                                                 | 3 – 1                                                                           | Albania under 21                                                                | Amichevole                                                                      | -                                                                               | 79’                                                                             |
| Totale                                                                          |                                                                                 | Presenze                                                                        | 6                                                                               |                                                                                 | Reti                                                                            | 0                                                                               |                                                                                 |

## Palmarès

### Club

#### Competizioni nazionali
- Supercoppa d'Albania: 1

Partizani Tirana: 2019
- Coppa d'Albania: 1

Vllaznia: 2021-2022